# 第三関門丸
第三関門丸（だいさんかんもんまる）は、鉄道省（後の日本国有鉄道）関森航路、宇高航路に在籍した自航式の貨車航送船。同型船に「第四関門丸」がある。
「第一関門丸」の改良型で、船首、船尾どちらからも貨車を搭載できるように、外輪船であった。
ここでは、「第三関門丸」と「第四関門丸」共に記述する。

## 概略
「第三関門丸」と「第四関門丸」は大阪鉄工所が建造し、「第三関門丸」は1921年（大正10年）12月16日に、「第四関門丸」は1922年（大正11年）1月13日に就航する。
車両甲板には軌道が一本敷設され、7トン積貨車を7両積み込むことができる。関門海峡は潮流が速く、航送場の前面で船を旋回することが困難であったことから、そこで前進、後退と停止をすばやく行うため外輪船方式が採用され、船首、船尾どちらからも搭載できるように、船体は、機関と煙突などをのぞき、前後対称となっている。
操船を容易にする目的で、機関を1基搭載から2基搭載に変更した。このため、左右の外輪を別方向に回転させることができた。しかし機関と外輪のバランスを考慮しなかったために、軸に対してねじりモーメントが大きくなり、軸を折損するトラブルがしばしば起きたという。
1931年（昭和6年）、「第三関門丸」と「第四関門丸」は改造が行われ、甲板先端を延長し、ワム型15トン積貨車を7両積み込めるようになった。このため貨車の搭載は船首だけで行われるようになった。
1942年（昭和17年）7月1日、関門トンネルが開通し、鉄道車両渡船が廃止される。
その後、輸送能力が逼迫していた宇高航路へ関門丸5隻は転属となる。「第三関門丸」と「第四関門丸」は「第五関門丸」と共に同年9月28日に転属し、「10月6日に運航が開始された。
関門丸5隻は船型が独特であったため、宇野駅と高松駅に関森航路の施設を転用、関門丸型専用の航送場を設置した。それでも不十分であったので、1946年（昭和21年）8月に新たな設備を設置した。
1943年（昭和18年）8月23日、「第三関門丸」は中ノ瀬灯浮標の北東約500mで「昭南丸」（249トン）と衝突した。
戦後はGHQの日本商船管理局（en:Shipping Control Authority for the Japanese Merchant Marine, SCAJAP）により「第三関門丸」にはSCAJAP-K117の管理番号が、「第四関門丸」にはSCAJAP-K118の管理番号がそれぞれ付与された。
1945年（昭和20年）11月8日、高松市営桟橋北端で「第四関門丸」は「第二関門丸」と衝突した。1947年（昭和22年）10月14日、中ノ瀬浮標付近で「第三関門丸」は「第二宇高丸」と衝突し、「第二宇高丸」は沈没した。
関門丸5隻は1948年（昭和23年）12月27日に運航停止となるが、その直前の同年11月8日、直島水道北口で「第四関門丸」は「天長丸」（19トン）と衝突した。その後紫雲丸型の就航に伴い必要がなくなったため、関門丸5隻は1950年（昭和25年）5月10日に日本自動車航送に売却された。
1959年（昭和34年）8月、「第四関門丸」は神戸で解体され、「第三関門丸」も翌1960年（昭和35年）に解体された。